# MiG-9
MiG-9 (kód v rámci USAF/DOD: Type 1, v kódu NATO „Fargo“) byl raný sovětský proudový stíhací letoun. Jeho vývoj začal roku 1944, avšak kvůli problémům s domácími motory se opozdil. Sověti díky ukořistěným německým materiálům, které získali díky vítězství ve Velké vlastenecké válce, okopírovali německý motor BMW 003A. Prototyp s označením I-300 uskutečnil první let 24. dubna 1946; ve stejný den jen o hodinu později vzlétl i další sovětský proudový letoun Jak-15. Letoun se dostal do výzbroje sovětské armády na přelomu let 1946–1947. Celkem bylo vyrobeno 598 kusů.
Patřil do kategorie proudových stíhaček první generace a trpěl přetrvávajícími problémy se zhasínáním motoru při střelbě ze svých kanónů ve velkých výškách, kvůli nasátí plynů ze zbraní. Byla testována řada různých konfigurací výzbroje, ale žádná problém nevyřešila. Bylo testováno i několik různých motorů, ale žádný nebyl zalétán, protože prototyp nového MiGu-15 sliboval vynikající výkony.
Nejméně 372 letounů bylo v roce 1950 převedeno k letectvu lidové osvobozenecké armády, aby bránily čínská města proti náletům nacionalistických sil a cvičili čínské piloty na proudových letounech. MiG-9 byl rychle nahrazen MiGem-15. Dochovaly se tři letouny.

## Varianty
- I-300 – Prototyp
- MiG-9 – Sériová varianta
- MiG-9 I-301 – Cvičná dvoumístná verze určená pro výcvik pilotů a nácvik katapultáže. Byly postaveny jen dva prototypy (FT-1 a FT-2)
- MiG-9 I-302 – Prototyp jednomotorového letadla s přímým křídlem
- MiG-9FL, I-305 – Prototyp jednomotorové verze s motorem Ljulka TR-1A – nikdy nevzlétl
- MiG-9FF, I-307 – Verze s motorem RD-20f s přídavným spalováním
- MiG-9FR, I-308 – Modernizovaná verze s přetlakovou kabinou, vystřelovací sedačkou, lepší pancéřovou ochranou, hlavňovou výzbrojí přesunuty do boků trupu a novými motory RD-21, každý s tahem 9,81 kN
- MiG-9UTI – Cvičná dvoumístná verze
- MiG-9PB – Verze s přídavnými nádržemi pod křídlem
- MiG-9B – Verze s nově navrženým předkem, který měl zabránit vnikání zplodin střelby do motorů

## Specifikace (MiG-9)

### Technické údaje
- Posádka: 1
- Délka: 9,83 m
- Rozpětí: 10,00 m
- Výška: 3,22 m
- Plocha křídel: 18,20 m²
- Hmotnost prázdného letounu: 3 420 kg
- Vzletová hmotnost: 4 965 kg
- Maximální vzletová hmotnost: 5 500 kg
- Pohonná jednotka: 2× proudový motor RD-20, každý o tahu 7,84 kN

### Výkony
- Maximální rychlost: 910 km/h (ve výšce 4 500 m)
- Dolet: 800 km
- Dostup: 13 000 m
- Stoupavost: 19,4 m/s
- Tah / hmotnost: 0,40

### Výzbroj
- 1× kanón NS-37 ráže 37 mm
- 2× kanón NS-23 ráže 23 mm
- 400 kg pum na vnějších závěsech